# Теобалд фон Бетман Холвег
Теобалд Тедор Фридрих Алфред фон Бетман Холвег (29. новембар 1856 — 1. јануар 1921) је био немачки политичар и државник који је био на положају канцелара Немачког царства између 1909. и 1917. године.

## Биографија

### Детињство и младост
Рођен је 1856. у Хоенфинову у Немачкој. Био је син пруског чиновника Феликса фон Бетмана, чији је отац Мориц Вилхелм Аугуст Брајденбах потицао из јеврејске банкарске породице из Франкфурта на Мајни, а био је ректор на Хумболтовом универзитету у Берлину и пруски министар културе.
Теобалд се школовао у Pforta Gymnasium и на универзитетима у Стразбуру, Лајпцигу и Берлину. У пруску дипломатију је ушао 1882. и био је постављен на положај председника провинције Бранденбург 1899. Након тога служио је у пруском министарству унутрашњих послова од 1905. до 1907. године. Након оставке канцелара Бернарда Билова изабран је за његовог наследника.

### На власти
У спољној политици тежио је споразумевању са Великом Британијом. Надао се да ће евентуални споразум зауставити убрзано поморско наоружавање. Није успео у свом настојању због нетрпељивости између њега и немачког заповедника морнарице Алфреда фон Тирпица. Упркос тензијама које су настале након Друге мароканске кризе Холвег је ипак успео да побољша односе са Великом Британијом. Са британским министром спољних послова Едвардом Грејом радио је на смањењу међународних напетости током Балканске кризе. Уводио је промене и у унутрашњој политици. Заступао је политику дијагонале између социјалста и либерала на левом крилу и националиста на десном али је ова политика одвратила већину немачких политичара од њега.
Након атентата на надвојводу Франца Фердинанда у Сарајеву 28. јуна 1914. Холвег и министар спољних послава Готлиб фон Јагов одмах су интервенисали и стали иза Аустријанаца против Србије па су и онемогућавали Грејове напоре да се дође до мирног решења. Ово је довело до брзог озбијања Првог светског рата.
Холвег, који је пре рата водио политику зближавања са Великом Британијом, био је узнемирен када је Британије одјавила Декларацију о рату у којој као разлог отпочињања рата наводи немачко нарушавање белгијске неутралности приликом инвазије на Француску.
Током рата покушао је да води умерену политику без наглих војних потеза али су га војни команданти често заобилазили. У односу на њихову агресивну политуку чинило се да је он врло либерално настројен канцелар. Такав поглед на Холвега углавном је одбачен. Историчар Фриц Фишер показао је 1960. године да је Холвег донео више националистичких одлука него што је мислио. Након уласка САД у рат на страни Антанте, што је и сам делимично проузроковао, Холвег је изгубио сав кредибилитет у Рајхстагу и код немачког народа. На власти је службено остао до јула 1917. када се Рајхстаг побунио и изнудио његову оставку. На месту немачког канцелара наследио га је Георг Михаелис.

### Каснији живот
Фон Бетман је привукао светску пажњу када је 1919. захтевао од савезника да му суде уместо цару Вилхелму II. Савезници су игнорисали његов захтев. Често је помињан као личност којој се могло судити због политичких преступа у вези са узроцима рата. У извештајима из 1919. спомињан је у дипломатским круговима као члан монархистичког покрета који подржава Хоенцолерне и Хабзбурговце.
Убрзо након повлачења почео је да пише мемоаре. Убрзо након католичког Божића оболео је од упале плућа. Умро је од 1. јануара 1921. у својој 65. години.